# Pawlowsk (Region Altai)
Pawlowsk (russisch Павловск) ist ein großes Dorf (selo) in der Region Altai (Föderationskreis Sibirien, Russland) und Zentrum des Rajons Pawlowsk. Es hat 14.533 Einwohner (Stand 14. Oktober 2010).
Pawlowsk liegt am Fluss Kasmala, einem Nebenfluss des Ob, etwa 60 Kilometer westlich der Regionshauptstadt Barnaul.

## Geschichte
Die Ortschaft wurde 1763 gegründet. Im 18. und 19. Jahrhundert zählte Pawlowsk zu den größten Siedlungen der Bergregion Altai. Von 1935 bis 1992 besaß Pawlowsk den Status einer Siedlung städtischen Typs.

### Bevölkerungsentwicklung
| Jahr | Einwohner |
| ---- | --------- |
| 1939 | 8.866     |
| 1959 | 9.823     |
| 1970 | 10.684    |
| 1979 | 12.101    |
| 1989 | 13.654    |
| 2002 | 14.944    |
| 2010 | 14.533    |

Anmerkung: Volkszählungsdaten

## Söhne und Töchter von Pawlowsk
- Kapitolina Serjogina (* 1942), Eisschnellläuferin
- Swetlana Babitsch (* 1947), Speerwerferin
- Iwan Stebunow (* 1981), Schauspieler[2]